# Northallerton
Northallerton – miasto i civil parish w Wielkiej Brytanii, w Anglii, w regionie Yorkshire and the Humber, w hrabstwie North Yorkshire, w dystrykcie (unitary authority) North Yorkshire. Leży 48,2 km od miasta York i 327,3 km od Londynu. W 2011 roku civil parish liczyła 10 655 mieszkańców. Northallerton zostało wspomniane w Domesday Book (1086) jako Alreton/Aluerton/Aluertone/Aluretune.
W Northallerton mieści się klub piłkarski Northallerton Town FC oraz krykietowy Northallerton Cricket Club.
W miejscowości jest stacja kolejowa Northallerton.